# Kuroiwa Medaka ni Watashi no Kawaii ga Tsūjinai
Kuroiwa Medaka ni Watashi no Kawaii ga Tsūjinai (jap. 黒岩メダカに私の可愛いが通じない) ist eine Mangaserie von Ran Kuze, die in Japan seit 2020 erscheint. Die romantische Komödie erzählt von einem niedlichen Mädchen, das um einen Mitschüler und angehenden Mönch wirbt, der als einziger nicht ihrem Äußeren verfallen zu sein scheint. Sie wurde 2025 als Anime-Fernsehserie umgesetzt, die international als Medaka Kuroiwa is Impervious to My Charms bekannt wurde.

## Inhalt
Seit ihrer Geburt war Mona Kawai wegen ihrer außergewöhnlich niedlichen Erscheinung stets die beliebteste in ihrem Umfeld. Auch jetzt in der Oberschule ist das nicht anders und sie wird von Schülern wie Schülerinnen bewundert. Nur der neu in die Klasse gekommene Medaka Kuroiwa zeigt überhaupt kein Interesse an ihr. Nach zunächst nur gelegentlichen, aber erfolglosen Versuchen, auch seine Aufmerksamkeit zu bekommen, fühlt sie immer mehr ihr Ego angegriffen und wird ihr Ehrgeiz geweckt. So nimmt sie sich vor, dass Medaka sich in sie verliebt, um sich ihre Beliebtheit zu bestätigen. Gelegentlich ahnt sie, dass sie sich in ihn verliebt haben könnte und dies ihre eigentliche Motivation ist, verwirft das aber gleich wieder. Medaka wiederum wirkt zwar nach außen kühl und distanziert, muss sich aber eigentlich sehr bemühen, nicht auch Mona zu verfallen. Er ist ein Mönch in Ausbildung, der bisher nur im Tempel ohne Kontakt zu Mädchen gelebt hat, und sich nicht verlieben darf.
Seine Klassenkameraden Shō Kobayakawa und Yuzuru Kido sind zunächst über Medakas Desinteresse an Mona verärgert, schließlich sind sie wie alle anderen ihre Fans. Aber als sie seinen Grund erfahren, bemerken sie seine häufigen Qualen, wenn er sich wegen Mona zusammenreißen muss, unterstützen ihn und amüsieren sich zugleich über ihn. Ihre Mitschülerin Tsubomi Haruno hält Mona zunächst für eine Konkurrentin um Medaka. Doch sie stellt sich als weiterer, besonders engagierter Fan heraus. Tsubomi ist überzeugt, dass Mona in Medaka verliebt ist, und will sie bei ihrem Werben um ihn mit allen Kräften unterstützen. So schaffen sich die beiden Schüler und ihr Umfeld mit ihren widersprüchlichen Zielen immer wieder unangenehme oder unfreiwillig komische Situationen.

## Veröffentlichungen
Der Manga erschien zunächst als Kurzgeschichte im Dezember 2020 im Shōnen Magazine. Im Mai des darauffolgenden Jahres startete dann die Fortsetzung als Serie im gleichen Magazin. Dessen Verlag Kōdansha brachte die Kapitel auch gesammelt in bisher 19 Bänden heraus. Laut Kōdansha waren bis Januar 2022 über 150.000 Bände im Umlauf. Im August 2023 wurde eine Gesamtauflage von 1 Million erreicht. Eine englische Fassung wird vom amerikanischen Ableger Kodansha Comics herausgegeben, eine italienische von J-Pop.
Beim Studio SynergySP entstand unter der Regie von Yoshiaki Okumura eine Adaption als Anime-Fernsehserie. Die Drehbücher schrieb Kazuyuki Fudeyasu. Von Mayumi Watanabe stammt das Charakterdesign, Masakazu Miyake war künstlerischer Leiter und für die Kameraführung war Tetsuya Nishimura verantwortlich. Die Tonregie führte Noriyoshi Konuma. Im Mai 2024 wurde die Serie erstmals angekündigt. Die zwölf Folgen mit je 23 Minuten Laufzeit wurden vom 7. Januar bis 25. März 2025 von AT-X und TBS in Japan ausgestrahlt sowie je einen Tag zuvor bereits international von Crunchyroll veröffentlicht. Die Veröffentlichung per Streaming geschah unter anderen mit deutschen und englischen Untertiteln sowie mit Verzögerung auch mit englischer Synchronfassung. Mit Ausstrahlung der zwölften Folge wurde eine zweite Staffel angekündigt.

### Synchronisation
| Rolle            | japanische Stimme (Seiyū) |
| ---------------- | ------------------------- |
| Medaka Kuroiwa   | Ryōta Iwasaki             |
| Mona Kawai       | Yū Serizawa               |
| Shō Kobayakawa   | Daiki Yamashita           |
| Tomo Namba       | Hinaki Yano               |
| Tsubomi Haruno   | Kana Hanazawa             |
| Minami Shirahama | Kaori Maeda               |
| Asahi Shōnan     | Sora Amamiya              |
| Yuzuru Kido      | Tasuku Hatanaka           |

### Musik
Die Musik der Serie stammt von Akiyuki Tateyama. Das Vorspannlied ist Ame Tokimeki Koi Moyō (雨トキメキ恋模様) von Irohanihohetto AyaFubuMi und die Abspannlieder sind Kyunapi von Kaori Maeda und Is this love? von Rikako Aida.